# Leichtathletik-Weltmeisterschaften der Behinderten 2015/Teilnehmer (Syrien)
| stlisierte Goldmedaille | stlisierte Silbermedaille | stlisierte Bronzemedaille |
| ----------------------- | ------------------------- | ------------------------- |
| —                       | 1                         | —                         |

Aus Syrien war ein Athlet bei den Leichtathletik-Weltmeisterschaften der Behinderten 2015 vertreten, der eine Silbermedaille errang.

## Ergebnisse

### Männer
| Athleten        | Wettbewerb      | Vorlauf / Vorkampf | Vorlauf / Vorkampf | Halbfinale   | Halbfinale | Finale       | Finale |
| Athleten        | Wettbewerb      | Zeit / Weite       | Rang               | Zeit / Weite | Rang       | Zeit / Weite | Rang   |
| --------------- | --------------- | ------------------ | ------------------ | ------------ | ---------- | ------------ | ------ |
| Mohamad Mohamad | Kugelstoßen F57 | –                  | –                  | –            | –          | 13,02 m      | 8      |
| Mohamad Mohamad | Speerwurf F57   | –                  | –                  | –            | –          | 41,85 m      |        |